# ほんとにあった! 呪いのビデオの登場人物
ほんとにあった! 呪いのビデオの登場人物（ほんとにあった! のろいのビデオのとうじょうじんぶつ）では、オリジナルビデオホラーシリーズ『ほんとにあった! 呪いのビデオ』に登場する人物、及び作品関係者について説明する。

## 最新巻での作品関係者
本項は2023年1月6日に発売された通常版99巻のエンドロールに記述を基にして記す。
| スタッフ       | 名前                 |
| -------------- | -------------------- |
| 製作           | 張江 肇、鈴木 ワタル |
| プロデューサー | 張江 暁、岩村 修     |
| 演出           | 藤本裕貴             |
| 構成           | 藤本裕貴、田中翔     |
| 演出協力       | 菊池宣秀、寺西涼     |
| 構成協力       | 関口さと子           |
| 演出補         | 男鹿悠太、木勢まりあ |
| 音楽・音響効果 | ボン                 |
| ナレーション   | 中村 義洋            |

## 監督 (構成・演出)
『ほんとにあった！呪いのビデオ』シリーズにおいて、監督は「構成・演出」にあたる。本シリーズは21年以上にわたって実に多くの人物が構成・演出に携わった。これらに起用された人物は主に若手監督であり、監督によって撮影の手法や演出の手法が大きく異なる。本項は歴代の監督 (構成・演出)によっての作品特性を主に述べるものとする。
中村義洋
1巻から7巻、スペシャル版1巻、100巻を担当。後の脚本家である鈴木謙一と共に現在で言う「演出補」の役割を兼任しながら、投稿者や事件内容に関わってゆくスタイルを行った。又、映像という媒体に映りこんだ不可解な現象を「科学的な見解」と「霊的な見解」の2つの視点から検証させることによって本作品により恐怖性を引き出したと言える。シリーズ初期である草創期特有の「一般常識的には破天荒な面」も見られるが、本シリーズの基礎を作った監督とも言える。後に本シリーズの構成・演出を降板後はナレーションとして活躍する所となり、現在においても中村の語りは一つの顔となっている。又、以後の作品において本シリーズの監修も行っている。記念すべき『パート100』では、約22年振りに演出を担当した。
ちなみに、自身が監督を務めた映画『残穢 -住んではいけない部屋-』が公開された際に、本シリーズのオマージュ演出が盛り込まれた特別予告編を制作している（中村自身のナレーション、『パート1』を思わせる雰囲気のテロップ、岩澤と菊池が登場して同作に映りこんだ不可解な現象を検証しているなど）。
松江哲明
8巻から10巻、スペシャル版2巻を担当。撮影は後の監督となる坂本一雪が行っていた。坂本と同行して松江が積極的に投稿者に対してインタビューを行ってゆく形式をとった。又、本シリーズで演出補（演出助手）という「作品に登場する助手的な役割をするリポーター兼任者」を初めて採用した監督でもあり、松江だけではなく演出補自身も投稿者とやり取りをしながらその投稿映像に纏わる不可解な問題を表現してゆく手法は、後のほんとにあった!呪いのビデオシリーズの一つの醍醐味となった。『パート10』では、全く演出補を使わずに松江自身が投稿者へインタビューをしてゆく流れを採用した。投稿映像紹介や背後に流れるBGMも松江の代から変革をしてゆく。
坂本一雪
11巻から15巻、スペシャル版3巻から5巻、リング編を担当。前監督の松江の代から撮影を行っており、坂本が監督になった後もそのままカメラを握り続けた。そのためインタビューのほとんどを演出補が担当する事になったが、反面に演出補の役割をより強烈に表現することに成功したとも言え、北川さおり、横田直幸、籐屋敷隆志など演出補（リポーター）を輩出した。又、特に厳選された内容はスペシャル版として採用し、通常版との差別化を図った。『パート14』におけるノイズや、投稿者とのインタビューの際のカメラワーク、それらの編集におけるフレームレート調整やRGB補正、ガンマ補正など細部への様々な凝った演出にも定評がある。
福田陽平
16巻から21巻までを担当。福田以降の監督でスペシャル版、バージョンX版などの派生作品が制作されなくなり、通常版のみの一本化が図られた。作風としては原点回帰的な風潮が見られ、タイトルやテロップをアンチエイリアスが全く利いていないドットの粗いホームビデオの様なタイトルにするなど低予算映画風の演出が見られる。巻頭に表示される「おことわり」を初めて採用した監督である。演出補に関しては中晶子を中心とした女性演出補が活躍するようになる。
児玉和土
22巻から41巻までの作品を担当。児玉と演出補を司令塔とフィールドという体制を確立し、児玉が演出補とやり取りを行う場面が多い。又、児玉自らがカメラワークを行いながら投稿者や関係者とのやり取りを行うことも多い為、先代監督である福田や坂本と比較して児玉の声や発言が随所に見られる。その反面、児玉の姿がカメラに映し出されることはほぼ皆無に等しい。登場する演出補においては、岩澤宏樹、菊池宣秀、大谷直樹を起用。後に大谷が脱落し、菊池も所在が分からなくなってしまうが、岩澤を中心とした児玉との連携が色濃く、長期に渡って岩澤らを起用した結果、岩澤や菊池らの存在をアピールすることに成功し、岩澤に至ってはテレビ出演も果たしている。こうした構成から児玉の采配により一層ドキュメンタリー的な印象を強くしている。近年では新演出補に長田明子らを起用し、音楽もスギモトトモユキから荒井佑らを起用し、BGMによる演出効果も変革している。
岩澤宏樹
42巻から55巻までの作品を担当。演出補が構成・演出に出世した初の事例である。演出補として自身が演出補時代に共にした渡邉、菊池を演出補として起用した。先代監督である児玉のように自身を司令塔としての体制をとりつつも、岩澤自身が投稿者や関係者に対してインタビューを行ったり、電話取材を行ったりなど2代目監督である松江の作風に似ているが、時として演出補に対して指示を出すところは児玉の作風からも踏襲が見受けられる。また、インタビューなどの取材シーンなどに時折笑いの要素を加えるところは坂本の手法も踏襲しており、様々な歴代監督の手法を取り入れた構成となっている。
菊池宣秀
56巻から70巻までの作品を担当。菊池宣秀は『呪いの心霊映像』シリーズ以来初めての構成・演出を務めた。主に菊池は岩澤と同じく自身を司令塔としての体制をとりつつ演出を務めた。
寺内康太郎、福田陽平
71巻から75巻までの作品を担当。福田は『ほん呪21』以来約11年ぶりに抜擢された。寺内は『ほん呪』のほかにも『ほんとうに映った!監死カメラ』にも監督として務めている。そして新しく演出補を寒川聖美、舞木ひと美、大力を抜擢。主に若手スタッフを起用した。
川居尚美、福田陽平
76巻から80巻までの作品を担当。寺内康太郎に代わり演出補を務めてきた川居が構成・演出を担当する。ちなみに川居も岩澤と同様演出補から構成・演出に出世した事例である。川居は42巻から演出補として活躍している。主に76巻からは演出を担当。電話取材や投稿者へのインタビューなど務めている。
KANEDA
81巻から89巻までの作品を担当。作品の中でKANEDAのキャラクターは少し鈍感な逆回り、おっちょこちょいなキャラクターで描かれている。児玉和土と同じようにKANEDAと演出補とやり取りを行う場面が非常に多い。また、投稿映像の検証シーンでは演出補の他に、フリーのオカルトライターやアジア魍魎研究所所員による考察もされている。歴代監督作品に比べ、発言テロップが少なくなっている。
マキタカズオミ
90巻から94巻までの作品を担当。前作89巻では、演出協力を担当していたが90巻では監督に出世。自分の姿を少しだけ映すものの基本は児玉やKANEDAのようにあまり自分の姿をカメラでは映さない。また演出補のやりとりやスタッフの会議中の様子が見られる。テロップやテキストなどは初期の呪いのビデオに近い。そして90巻から新しく江原大介、平山真好、高橋龍斗など若手の演出補を抜擢した。
藤本裕貴
95巻から最新巻までの作品を担当。藤本は77巻から編集または演出協力を担当。その後95巻からは初の監督に出世。マキタは引き継ぎ菊池と共に演出協力を担当する。95巻から新しく演出補に男鹿悠太を抜擢。90巻から94巻まで久木以外のスタッフは全員降板している。
白石晃士
派生作品であるバージョンX版の3巻・4巻、『The MOVIE』シリーズを担当。イントロからドキュメンタリー性を強調した作風と言え、本シリーズ通常版とは違った雰囲気を醸し出している。作品の流れとしては現在のシリーズに比較的近い作りとなっており、演出補（白石の作品では「演出助手」）の菊地峰生や栗林忍らを用いて投稿者と対話する中で不可解な映像が残されたビデオに対する裏付けを行ってゆく内容である。又、過去に発生した「日本の黒歴史」にも着目し、バージョンX版4巻の「廃坑をさまよう霊」では足尾鉱毒事件や、悲惨な歴史のある谷中村などを作品の中で紹介するなど、同時期の本シリーズ通常版から見れば、全体的な作りが前衛的な内容であった。坂本一雪とは親交があり、スペシャル版4巻の「無名の投稿」で坂本に謎の投稿ビデオを手渡す際にディレクターとして出演している。

## ナレーション
本シリーズは「ドキュメンタリーホラー」としての位置付けであり、ナレーションは極めて重要な役割である。投稿された作品の撮影背景から経緯、あるいは演出補や監督が投稿者や関係者に対してやり取りを行う場面などを、第三者的な視点で語る。
高橋眞三樹
初代ナレーション。まだまだ内容構成も荒削りだった初期の『ほんとにあった！呪いのビデオ』においてナレーションの基礎を築き、その語り口調も以後の中村に受け継がれている。バージョンX版2巻でもナレーションを務めた。
中村義洋
『ほんとにあった！呪いのビデオ』シリーズ2代目ナレーションであり、現在に至るまでにほぼシリーズ全般のナレーションを行っている。独特な語り口調と間で、現在までに若干の変化はあるもののシリーズを通しての一つの顔となっている。インターネットでも「呪いのビデオのナレーションの人」と検索すれば中村の名が随所に登場するほど有名である。また、本シリーズのヒットから他の心霊ドキュメント作品においても中村のナレーションの影響があるものも見られ、他シリーズにおいても中村のナレーション手法を踏襲する傾向が見られる。
朝コータロー
ほんとにあった!呪いのビデオ スペシャル3巻を担当。
宮川宏司
ほんとにあった!呪いのビデオ Ver.Xシリーズを担当。音域が低く、高低差がない口調で語るナレーションが特徴であった。
渡辺潤之輔
『ほんとにあった！呪いのビデオ　呪海スペシャル』を担当。

## 音楽
ホラー作品において音響効果やBGMは非常に重要である。作風の変革によって音楽担当スタッフや、音の制作を委託する作曲家が変化しているのがわかる。
原田智弘
初代音楽担当。通常版1～7巻、スペシャル版1巻にて担当している。
豊田道倫
通常版8～11巻、スペシャル版2巻にて担当。ギターを主体とした哀愁のある音楽を提供。エンドロールクレジットに表記されている「パラダイス・ガラージ」は彼が所属する不定期ユニットの名称。
赤犬Lights
通常版11～15巻、スペシャル版4～5巻にて担当。同社が発売する『怪奇!アンビリーバブル』シリーズ等にも音楽を提供した。エンドロールクレジットには「赤犬」だけで表記される場合もあった。ユニット名称の「赤」をエンドロールで必ず赤色に表記。
DRA Music Factory
野中勇希（NONAKA）・野村真生（MIKE）からなる2人組の作曲家ユニット。通常版16～22巻、Ver.X:3～4巻、The MOVIE 1～2にて担当。作品によってはエンドロールで「DRA」ないし「D.R.A」と表記される場合もあった。
スギモトトモユキ
通常版23～27巻、29～31巻を担当した音楽担当。
ウダヨウスケ
通常版28巻、35巻を担当した音楽担当。
荒井佑
通常版32～34巻、36～41巻を担当した音楽担当。
現在では『封印映像』シリーズや『闇動画』などのホラードキュメンタリーシリーズにも起用している。
南亜矢子
31～34巻、36巻まで携わっているフリーの作曲家（ただし、31巻のクレジットはそれまでに音楽を担当していたスギモトトモユキ名義）。尚、『ほんとにあった！呪いのビデオ』シリーズでは南亜矢子名義でクレジット表記され、36巻においてはクレジットは南亜矢子だった。
ボン
通常版42巻から音楽を担当。因みに「ボン」は他のホラーシリーズ『呪われた心霊動画XXX（トリプルエックス）』『心霊玉手匣』にも起用されている。
飯田源太郎
通常版42～55巻を担当した音楽担当。
鈴木大士
通常版56～70巻を担当した音楽担当。
久徳亮
通常版81～84巻を担当した音楽担当。
nine value set
通常版85～89巻を担当した音楽担当。
Jobanshi
通常版90～94巻、特恐編を担当した音楽担当。
斎木琢磨
『ほんとにあった！呪いのビデオ　呪海スペシャル』を担当。
斉藤賢治
Ver.X:1～2巻にて担当。
高倉智之
Ver.X:4巻にてオープニング曲を担当した。
笠原"POPO"雅史
戦慄投稿 BEST 20にて担当。

## 演出補
投稿者から送られてきた投稿作品に対し、その投稿者に対してインタビューを行ったり、関係人物に対しての電話取材、あるいは心霊映像が撮影されたとされる現場に向かいその検証を行うスタッフの事を「演出補（あるいは演出助手）」と呼ばれる。基本的には上記のような業務をこなすだけではあるが、中には投稿映像の元凶となっているであろう疑わしき人物に突撃取材を行ったり、身の危険を呈して積極的な行動を行ういわゆる「リポーター」的な役割の演出補が多々見られる為、これらの作品に重要な登場人物でもある。
注意 以下の演出補は作品の性質上、現役、引退を問わず代表的な人物を記載する。
阿草祐己
通常版：42 - 44巻、51 - 55巻
44巻に登場した男性演出補。ただし、スタッフロール上では42巻より名前が残っている。「追跡録　後編」で初登場し、負傷した渡邉の代わりに神社跡地を散策した。47巻「マヨヒガ」では投稿者と岩澤、菊池らと一緒に謎の廃墟を探しに林道を運転した。海外生活経験者で帰国子女。55巻では全身が発光する女の幽霊を見たと言う、英語は話せるが日本語は話せないバングラデシュ人のインタビューで通訳を買って出るほど英語が堪能。
磯田修一
Ver.X版：4巻
The MOVIE 2
『Ver. X: 4』巻、『The MOVIE 2』に登場する演出補。現在では同作品シリーズのプロデューサーに出世。
板倉由佳
通常版：37 - 39巻
37巻から39巻に登場した女性演出補。スタッフルームで業務を行っている最中に不審者（※：その後の調べで小田さん（仮名）→久杉氏の弟（仮名）である事が判明）が訪れた際、その謎の不審者がスタッフルームに押し入る。その行動を懸命に抑止しようとしたが、不審者が暴れた為にテーブルに頭をぶつける。幸いにも打撲程度のようであるが、ショックが強く児玉からしばらく休養するように伝えられ、39巻より復帰したと語られたが、その巻以降登場していない。
伊月肇
通常版：37 - 40巻
37巻から40巻に登場した男性演出補。警察が嫌いであるようである。長田の携帯電話にかけてきた「心霊博士の娘」と名乗る人物と公園で対面する。38巻に収録されているインタビューの中で小田さん（仮名）と言う人物によって心霊博士の娘が脅迫されている事を聞き、彼が住むアパートまで向かい近くの公園でインタビューに応じてもらうよう説得。しかし、知的障害の傾向がある為にインタビューにならないどころか、伊月の発した一言が逆鱗に触れたのか急に怒鳴りつけられ、唾を吐きかけられた。その後、スタッフの決定により誘拐された心霊博士の娘 を救助する為にビデオテープとの交換所定場所とされた公園に向かうが、武装した小田さんに襲われてビデオテープを奪われてしまう。後に心霊博士の安否を気遣う為に小田さんのアパートを児玉と交代で張り込む。しかし、後に小田さんも心霊博士の娘（浅野恭子）も偽名であり、計画された狂言誘拐の結果ビデオテープを奪う事だけの為に伊月が利用された。全てを知った伊月はすでに繋がる事のない「心霊博士の娘」の携帯電話にかけ、留守番電話にメッセージを入れた。
（※：詳細は#その他の登場人物の久杉氏の姉、弟（仮名）を参照。）
尚、本シリーズ以外では闇動画にも登場。同作品において「ほんとにあった! 呪いのビデオ 元演出補」とテロップで表記されていた。
井ノ上謙介
通常版：51 - 55巻
51巻「溶解　後編」の検証で人手不足を補う為に登場した男性演出補。52巻以降も演出補として参加している。52巻「失われた仔ども達　続・前編」では、彼が描いた似顔絵を基に聞き込みを行ったが、あまりにも絵が下手だった為に一般人から失笑を買い、調査は難航した。ただし彼自身は自身の絵心の無さを自覚していないらしい。52巻「失われた仔ども達　続・中編」では、川居が辞退した事から岩澤に取材続行の意思の有無を問われるが、「自分は誰とも結婚する事はない」ので構わないと発言、調査に同行した。53巻「失われた仔ども達　続・後編」では人手が足りないと判断し、岩澤には黙って菊池を現場に呼んでいる。55巻を最後に岩澤、阿草と共に『呪いのビデオ』制作委員会を去っている。
岩澤俊樹
通常版：36巻
36巻に登場した岩澤宏樹の弟。心霊博士が行った暴挙への今後の対策を口授する元演出補として登場した兄に対し「辞めたからそういう事が言えるのではないか？」と兄に苦言を呈した。
岩澤宏樹
通常版：23 - 34巻（元演出補として36巻にも登場）
23巻から登場した男性演出補。長身で細身な体型であり、独特な雰囲気を持つ男性演出補。当初は電話応対などもたどたどしく、キーボードのブラインドタッチですら苦手であったりなどどこか頼りない面も見受けられたが、回を重ねる毎にそれらも克服し演出補としてのリーダー的な一面を発揮してゆく。取材の際は彼が関係者へのインタビューを行う事が多いが、取材相手が正気を失っていたり、岩澤の発言に激情するなどして揉み合いになることが多く、ある意味トラブルメーカーでもある。2008年8月12日放送の日本テレビ「99プラス」において怪奇現象特番の解説者として出演した経験もある。34巻で同じ演出補であり行方不明になった菊池を追うと言って一旦は会社を離れた。その後、36巻に「元演出補」として再登場し、他のスタッフに対する高い統率能力を用いて、後述の「心霊博士」への対策を口授した。42巻より構成・演出として復帰し、55巻まで同作品の監督を務めた。
江田広司
通常版：13巻
SP版：5巻
スペシャル5巻と通常版13巻に登場する演出補。「日本人形」に携わった演出補で行方不明になっていると報じられたが、のちに消息が確認され、無断欠勤をしてハローワークに通っているのを籐屋敷に拘束される。その話し合いの中で江田は意図して欠勤したわけではなく、原チャリで事故を起こして入院していたことが判明。度重なる不可解な現象に耐えられなくなって、まだ痛々しい脚を引きずりながら『呪いのビデオ』製作委員会から去っていった。
大谷直樹
通常版：23 - 24巻（元演出補として42巻にも登場）
23巻と24巻に登場した演出補。真面目な人柄であったがその反面に気の弱さが見受けられた。撮影場所に身の危険を感じたのか23巻「廃神社」では頻りに同行を難色を示していたものの同行した結果、霊障と思われる事態に遭ってしまう。又、24巻「ダビング」においても不可解な事象に遭遇。これらの因果もあってか会社を休みがちになってしまった。42巻の「追跡録　前編」でも元演出補としてわずかに登場。
大庭則睦
通常版：19巻
19巻に登場する演出補。「着信」では幽霊の声が留守番電話に入っているという投稿が来た為、岐阜県の某芸能事務所の映像製作部に取材に赴く。検証には同事務所に所属する女優あいざわみりが登場した。
川居尚美
通常版：44巻 - 89巻（76巻から構成・演出として担当。）
44巻以降登場している女性演出補。44巻では負傷した渡邉の代わりに神社跡地を散策。しかし、その野営中に何者かがテントの外にいるのを発見し、一人でその人物を追跡した。後に阿草にその様子を伝えようと電話するも後頭部を強く叩かれ気を失った。やがて岩澤と阿草に発見されそのまま神社跡地に向かい、神社跡地で発見したテント内に菊池の携帯電話を発見した。48巻「続・首の家」にて、投稿映像を神社に持って行った帰り、道路を横断中左折してきた車にはねられ、右足を全治2 - 3ヶ月の骨折する大怪我を負った。52巻「失われた仔ども達　続・中編」では一連の呪いが女性の妊娠機能に悪影響を与える可能性が指摘され、調査への同行を辞退した。その後も様々な人員変革を経る中でリーダー的な地位を確立していく。紅茶やコーヒーを特に嗜むようで良く飲む様子がうかがえる。リーダーになった後は私心で暴走することもある。
菊池宣秀
通常版：24 - 25巻、27 - 30巻、32 - 33巻、44 - 45巻、47 - 51巻、55巻、107巻 - 108巻（元演出補として54巻にも登場。70巻までは構成・演出を担当。及び75巻、76巻は構成又は編集協力として担当。）
24巻から登場する代表的な男性演出補の1人。26巻では構成を担当。喫煙者で吸っている銘柄は以前はマールボロ・ライトであったが現在はアメリカンスピリットである模様。32巻から34巻の「27 - Twenty Seven - 」にて菊池のエピソードが語られ、その内容は菊池の元に差出人不明の何者かによって廃墟を撮影したビデオテープが20歳の誕生日から毎年送られて来ていた為、それを本シリーズに投稿する事によって常連の投稿者となり、この因果から後に『ほんとにあった！呪いのビデオ』製作委員会の演出補として携わるようになったというものである。又、ほぼ同じビデオテープが柏木雄一郎（仮名）に送られていることが判明。唯一違う点は菊池に送られてきていたビデオには心霊現象が起きていなかったが、柏木（仮名）に送られて来ていたビデオには心霊現象と思われる事象が発生している事であった。その後、菊池は投稿ビデオを格納している物置の管理人である沢田を騙して物置の鍵を拝借し、柏木（仮名）と菊池に送られてきていたビデオを全部持ち逃げして行方不明となった。後に菊池と柏木（仮名）には共通点があり、2人とも幼少時代に同じ犯人に誘拐されビデオに映る廃墟（山荘）に監禁されたことであった。その犯人が27歳に自殺。そして柏木（仮名）も自宅で自殺していた。これらの事から42巻から44巻で「追跡録」として菊池ともう一人の誘拐された被害者である日向義人（仮名）を岩澤らが懸命の調査をして追いかける内容がエピソードとして語られている。やがて、地元の路上で倒れている所を警察に保護され、それが岩澤に連絡された事で病院に入院している菊池を発見した。同巻より再び演出補として復帰することが発表された。その後も優秀な仕事ぶりを見せたが、51巻「溶怪」で、検証中に投稿者を失踪させるという失態を起こし、そのことで重い責任を感じたらしく、「修行し直したい」と言い、再び『呪いのビデオ』製作委員会から去った。54巻「失われた仔ども達　続・後編」では「元演出補」として現場復帰を果たすと、第56巻からは岩澤宏樹の後任監督として製作委員会の中心人物として活躍する。107巻「呪いのビデオ 続・前編」でも過去の投稿作品について扱う際、当時担当している人なら当時の投稿されたときの状態を詳しく知っているだろうといことで当時携わっていた者として呼ばれ、過去の投稿を採用しなかった責任を取らさせられるような形で一時的に現場復帰している。
北川さおり
通常版：11巻
SP版：3 - 4巻（その他、『リング編』にも登場）
『スペシャル3 - 4』、『リング編』に登場する女性演出補。通常版でも11巻に登場。リポーターという扱いの場合もあった。
小出ミカ
『戦慄投稿 BEST 20』
『戦慄投稿 BEST 20』に登場。リポーターとしての扱いであったが、同巻の冒頭より司会のような登場の仕方をする。
近野恵美
通常版：20 - 21巻
20巻と21巻に登場する女性演出補の1人。おさげのヘアスタイルがトレードマークで、スタッフルームでは眼鏡をかけている。丸中が入院後、21巻では中に引率される形で投稿者やその周辺人物とインタビューを行った。インタビューや電話応対では初々しい姿を見せる一方で、「誘拐」では舞ちゃん失踪事件で橋爪夫妻（仮名）に虐待の事実があったと仮説を立て、そのインタビューを行いたいと申し出た。舞ちゃんの母親への取材中、夫が乱暴な態度を見せた事で退却を余儀なくされる。以降本シリーズには登場していないが、2019年に福田と再会し、同年行われたシリーズ20周年イベントに姿を見せている。福田は彼女を「正義感が強く勇気ある演出補」と評している。
佐々木亜沙子
通常版：19巻
19巻に登場した女性演出補。
佐野亨
通常版：20 - 21巻
20巻と21巻に登場する演出補。キュメント内容にほとんど顔や姿が映し出される事はなく、エンドロールに演出補としてキャスト紹介がされている。現在はフリーランスの文筆家や編集者として活動している。
住村愛子
SP版：3巻
スペシャル版3巻に登場する女性演出補。Shibuya-FMのラジオパーソナリティや、MC、アナウンサー等の経歴がある為、投稿者とのやりとりが聞き取りやすく円滑な印象があった。『怪奇！アンビリーバブル3』にも登場。
中晶子
通常版：16 - 18巻、20 - 21巻
16巻から21巻まで登場した女性演出補。寡黙で大人しそうな印象を受けるが、投稿者や男性陣も怯えるような心霊スポットに率先して歩いていく勇敢な心の持ち主でもある。当時の演出補の中で強いリーダーシップを発揮しており、後述の近野恵美が携わる舞ちゃん失踪事件に対して言及を行ったり、丸中が投稿映像が撮影された廃墟に進入する事を拒んだ際に、一言も苦言を呈せずに黙々と任務をこなす姿に責任感の強さをうかがえた。ただ、一部の心霊動画を見るのを拒んだり、部類によっては恐怖を感じるものもあるようで、20巻「添付された呪い」では投稿映像のチェーンメール動画を見る事ができず、この時は丸中がその映像を見る事になった。
中西佳代子
通常版：8 - 9巻
SP版：2巻
8巻、9巻、スペシャル2巻に登場する女性演出補。「テレビ」にて樋渡や松江らに説得を受けて不安になる母親に対し、霊的現象はよくあることだから楽観的に考えるべきだと説いた。その結果、「子を持たない女性が子を持つ女性の気持ちを分かってこのような無責任な発言をしたのか？」と激怒させてしまう。
長田明子
通常版：35 - 41巻、45 - 46巻
35巻から41巻、45巻、46巻に登場する女性演出補。初期の髪型のボブヘアーがトレードマークだった。「黒い物体」の投稿者との会話で、その投稿者の卑猥なエピソードについ閉口気味になってしまったり、36巻では心霊博士と思われる人物から投稿された手紙に記載されていた電話番号に電話しても明確な対処ができなかったりと、どこかしら頼りない一面を見せる。だが、同巻より投稿者への全インタビューを行うなど精力的に職務をこなして成長が見える。心霊博士の一件に深く絡み、「心霊博士の娘」と名乗る人物から電話を受けた。45巻で復帰するも46巻で降板した。その後は、本シリーズで携わった児玉和土監督の『闇動画』でもインタビュアーとして活躍。
二木二葉
通常版：26巻
女性演出補の1人。26巻の「湯灌」に登場。現在は劇団東京倶楽部の劇団員として活躍。
樋渡麻実子
通常版：8 - 9巻
SP版：2 - 3巻
8巻、9巻、スペシャル2巻、スペシャル3巻に登場する女性演出補。「テレビ」にて、投稿映像にあった不可解な現象を検証する課程で、子供の父親の家にあった8ミリフィルムについて母親に説明し、より一層検証する必要があると説いた。『ほんとにあった！呪いのビデオ』演出補経験後はパル企画作品の『怪奇！アンビリーバブル』シリーズでインタビュア、監督、構成・演出を行っている。その後も監督業を行っており、2001年度のイメージフォーラム・フェスティバル、2005年度の宝塚映画祭では入選作を輩出。
籐屋敷隆志
通常版：14 - 15巻
ロングヘアと煙草が特徴の演出補。企画出演中、常に喫煙行為をしていたことからかなりのヘビースモーカーだと思われる。直感的な発言も多く、14巻にて横内や江田らスタッフが不可解な現象が絡む相次ぐ交通事故に遭い、次々に仲間が去っていく中で「大丈夫だよ」と発言。その後、西東京市にある「肉のオークラ保谷店」（2012年閉店）で食事後に一服休憩をしているところを撮影したビデオに不可解な現象に見舞われ、それ以後にスタッフルームで撮影機材を入れる箱の蓋が勝手に閉まって指を挟まれて負傷したり、大きな事務棚が独りでに倒れてきたりなどの災難に見舞われた。自身が制作に携わっている15巻「ニューロシス」では投稿映像終了後、「虐待は小さい頃に僕もやられました…。記憶が蘇りますねぇ、いやですねえ…」とコメントを残している。32巻の「27 - Twenty Seven - 」にてスタッフの失踪や自殺を遂げた者たちの一人として紹介されていた。安否は不明である。
増本竜馬
通常版：56 - 61巻
56巻から61巻に登場する男性演出補。メガネをかけており、見かけや喋り方はオドオドしているような感じではあるが、死神と復讐サイトで書き込みのやりとりをやっていた。この事より59巻で死神に対しての取材方法の打ち合わせの中、見た目にも警戒心を持たれない増本を森澤の推薦で増本自身も死神との交渉を了承、待ち合わせ場所に単独で向かう事になる。
丸中つよし（丸中毅）
通常版：17 - 20巻
17巻から登場する男性演出補。17、18巻のクレジットでは「丸中毅」名義。中晶子とコンビを組む事が多かった。体調不良なのかマスクをつけて投稿者とインタビューを行う事が多い。20巻「焼け残った怨霊」では、投稿者に現地取材を促すが体験からか怖気づいてしまっていた事に同調して、自身も怖気づいてしまう。それを見かねた中晶子は率先して廃病院に入っていくが、丸中は完全に中の後をついて行く様に行動してしまう。同巻「添付された呪い」でも中と共に投稿者の女子中学生にインタビューするが、その不可解な携帯電話の動画を中が見るのを拒んだ為に丸中がその映像を見る事になったが、その後乗車中に衝突事故に遭い重体、集中治療室に運ばれる。
森澤透馬
通常版：56 - 70巻（75巻、76巻は構成として担当。）
56巻から70巻に登場する男性演出補。川居と共に聞き込み等の情報収集を積極的に行う。59巻で死神との取材に向かう増本に同行しフォローする。因みに森澤は75巻、76巻で構成・編集協力として務めている。
門間しのぶ
通常版：17 - 18巻
端麗な容姿から人気があった女性出演補。『ほんとにあった！呪いのビデオ』製作委員会に中傷めいた手紙を送り続けていた黒狐と名乗る人物と対峙するようになる。
（※：詳細は後述の「黒狐」を参照。）
横内靖典
通常版：14巻
SP版：5巻
スペシャル5巻と通常版14巻に登場する演出補。「日本人形」に携わった演出補で乗用車2台を巻き込む事故に見舞われ、右肩にギプスをしているシーンが14巻に収められている。
横田季幸
通常版：49 - 50巻
49巻と50巻に登場する演出補。「死返（後編）」にて岩澤や菊池と共に廃墟の取材を行う際に悪路をサンダルのまま歩いたり登坂し、廃墟の床を踏み抜き助けに来た菊池と共に転倒し、更には廃墟の奥に道がある事に気づいていながらもそれを報告せず岩澤の怒りを買うなど様々なハプニングを起こす姿は過去の作品のオマージュを匂わせた。過去に登場した横田直幸、横田則幸と一字違いで太っていることも共通しているが関連性は不明。
横田直幸
通常版：11 - 12巻、15巻、19巻
SP版：4 - 5巻
『The MOVIE 1』 - 『The MOVIE 2』
大柄で太っている男性演出補。その太った重みのある体格から、『スペシャル5』「疾走！」で現地取材の為に破れた金網を通り抜けるのに悪戦苦闘したり、15巻「責任」では廃墟を取材する際に床が腐っていた事もあって自身の体重の重みで床を突き破ってしまった（その際には同行した籐屋敷に脱出の為に手を差し伸べられるが、救出に向かった籐屋敷もバランスを崩してしまい、籐屋敷まで床下に落ちてしまった）。通常版以外にも、スペシャル版4、5巻、『リング編』、『The MOVIE 1、2』に演出補として登場。近年は演出補以外でブロードウェイの作品に携わる事が多く、脚本なども行っている。代表作は『呪霊 THE MOVIE 黒呪霊』と『口裂け女』等。
横田則幸
通常版：22 - 23巻、26巻
横田季幸、横田直幸らと1字違いで体格も似ている男性演出補。22、23、26巻に登場。
渡邉利枝
通常版：32 - 34巻、44巻（元演出補として42巻と43巻にも登場）
小柄な女性演出補。32巻 - 34巻、42巻 - 44巻に登場。行方不明になった菊池の捜索を行う為に岩澤と共に「27 - Twenty Seven - 」に参加した。菊池の捜索中に様々な出来事があって、山林で発狂した後に失神する等の事件が発生した。恐怖から退職を仄めかすと岩澤から叱責されその場はとりあえず残ったが、一旦は辞めていたようである。しかし、42巻に構成・演出に岩澤宏樹が復帰した事と、34巻で自身が発狂した山中が夢の中に登場し、そこで同巻ですれ違った謎の男性が振り向き様に「やわいやこをもやせ」と言う謎の言葉をかけられ、その場にビデオテープを残すという内容の夢がどうしても気になり当初は「元演出補」と言う立場で再び菊池の捜索に参加したが、謎の人物に襲われ頭部を負傷した。後に渡邉の夢に出てきた「やわいやこ」が「柳筥（やないばこ）」を意味している事が判明し、神社跡地に向かう足掛かりとなった。後の44巻で正式復帰した。なぜか岩澤には頭が上がらないらしく、渡邉が拒否的な態度をとっても岩澤から強引な説得を受けると渋々従ってしまう傾向がある。
渡辺美穂
通常版：36巻、40巻
36巻に登場した女性演出補。カメラにほんの一瞬しか登場せず、一言も発しなかった。エンドロールでは40巻にも演出補として名前があるが登場は前述の36巻においてのワンカットのみ。

## その他の登場人物
貝原茂夫
埼玉県音響粒子学研究所所長（存在しない）。初期の『ほんとにあった！呪いのビデオ』に登場し、投稿映像に収録された音（音声）を音響学的視点から検証していた。7巻では同研究所職員である井上剛が登場し、「留守電に残された声」を解析。
柴田典良
北鳳大学教授（存在しない）。初期の『ほんとにあった！呪いのビデオ』に登場し、投稿映像に収録された問題VTRを映像分析学的視点から検証。
中田節子
スペシャル版1巻から登場する霊媒師。「ニュース映像の怪」で登場し、行方不明になった圭子ちゃんの両親である安藤夫妻のところへ、その行方不明の報のニュース映像に何らかの不可解な箇所が映っていると録画されたビデオテープを持参した中村が訪れ、その安藤夫妻の家で居合わせた霊媒師である。当初は呪いのビデオ製作委員会スタッフに対して攻撃的であり、同じ霊的現象を検証する立場でありながらも職業の違いから中村の行動を批判し、この不幸な事件を心霊ビデオのネタに使っている様は営利的かつ非常識であると語った。後に、呪いのビデオ製作委員会とも和解し、協力的な活動をするようになる。6巻では助手の佐久間和美と共に、自身が除霊を行った際に映った不可解な映像を持参した。Ver. X版では2巻の別の場所に軍服の男性が映りこんでいると示唆する投稿者に対し、霊的な反応が見られないと回答。納得のいかなかった投稿者は中田に対して苦言を呈した。
森救世
スペシャル版3巻に登場する霊媒師。
沢田慶
33巻、37巻、44巻に登場するパル企画の社員。ストライプが目立つスーツや、ボタンダウンのクレリックワイシャツやスーツとは色違いのジレ、ドルチェ&ガッバーナ等の派手な装いやブランドを好む傾向がある。物置き（今までに投稿されてきたビデオを保管する場所）の鍵を管理する人物の一人であり、会話の中から本部（本社）の人間であることが分かる。33巻では行方不明になる前の菊池から物置きの鍵を貸すように言われ、同じく物置きの管理をしている児玉の許可を得たという嘘を信じ込み、易々と鍵を貸してしまう。37巻ではスタッフルームに不審者がやってきてた為、本部から状況確認の為に視察に来た。47巻より同シリーズのプロデューサーに就任している。
黒狐
18巻までに『ほんとにあった！呪いのビデオ』製作委員会宛てに中傷と脅迫めいた手紙を送り続けていた人物。話の中ではスペシャル5巻などに登場し、14巻、15巻、17巻でその手紙の数々を紹介された。実際に姿を現したのは18巻だけである。発信者名は黒狐本人だけでなく、赤狐、紫狐、エリカ・フォンテーヌ、不動明王等、まるで複数名の同志いるかのように語り「心霊スポットに案内しろ」や「呪い殺されろ」といった文面と、同社が販売する『陰陽師　 - 実録！百鬼封滅 - 』などで紹介された安倍晴明の呪符を渡さなければ、このまま呪い続けるという内容が記載されていた。その結果、スタッフルーム内で奇妙な現象が起こり続けたこともあり、18巻でついにこの事件の決着をつけようと試みた。ちなみに黒狐とは妖狐の一種である。スタッフは手紙の発送先である愛知県豊橋市まで向かい、そこでTさん（仮名）という人物と公園で待ち合わせをする。演出補の門間は彼と話し合い、何故この呪符が必要なのかを問いただすと、彼の兄に家庭内暴力を受けているので、その積年の怨みにより呪殺する為だと答える。紙粘土で作った人形と錆びた五寸釘、磁石などを用意してその儀式を行うが、一旦は渡していた呪符を恐怖からか門間は取り上げて逃げてしまう。黒狐（Tさん）は執拗に門間を自転車で追い掛け、そして黒狐の脅迫に屈して呪符を渡してしまう。その後、しばらくしてスタッフ一行は公園に戻ると、そこにはバラバラになった紙粘土の人形と釘やらが散乱し、すでに呪殺の儀式が終了していることが分かった。その後、黒狐は登場していない。
吉田さん（仮名）
24巻に登場。同巻に収録されている「ダビング」の投稿者であるレンタルビデオショップの店長が、自身が商品知識の習得などの業務の一環としてVHSビデオを持ち帰って観賞したが、そのテープの最後にロッカールームにおける不気味な映像が上書きされるように収録されていたため、そのビデオを借りた人物を『ほんとにあった！呪いのビデオ』製作委員会が「いたずらの調査」という名目で代行し、その調査上に浮かんだ。常に興奮した様な状態で早口でまくし立て、発言も支離滅裂で虚言癖のある人物像をスタッフ一行に怪しまれ、付近の公園に呼び出されてその映像の出所や経緯などを聞かれた。しかし、1回目の取材で演出補の大谷が怖気づいてしまい、待ち合わせ場所の中央線高円寺駅南口に現れず取材不能となる。大谷はこれを機に休養となり、後に名コンビとして評価される岩澤・菊池体制にてようやく取材に成功。岩澤に対し「どこの出身ですか？」と脈絡のない質問をしたと思ったら突如「お前、嘘付くなよな!」と激昂するなど全く会話にならず、仕方なく真相を聞きただすために演出補の岩澤宏樹が投稿映像の映っている部分をビデオカメラで見せると、突然逆上して岩澤に殴りかかり、馬乗りになるなどの暴行を行う。岩澤は鼻から鼻血を出す、あるいは打撲などの怪我をし、スタッフは追いかけたものの取り逃がしてしまう。その後、同行していた菊池は、吉田さん（仮名）が自身の住むアパートへ帰ったことを確認し、吉田さん（仮名）が住む部屋に投稿映像の真相についてを箇条書きにした投書を部屋のドアの郵便受けから投函し、その映像が収録された場所や経緯などを聞きだそうとした。しばらくして、吉田さん（仮名）から丸められた数枚の紙を投げ返された。文面は支離滅裂で解読し難いものではあったが概ねの事情が書かれていた。その後の調査で、とある宗教団体に入信していたことが分かり、そこでの儀式の最中に不可解な現象が収録されたものもあった。調査の中で、以前吉田さん（仮名）と交際していた女性が浮上したが、彼が自殺したことが分かり、不可解な映像やそれに纏わる内容も真相も闇へと消えていった。この「ダビング」という投稿映像は、ほかの誰かに見せないと何らかの呪いがあると謳われ、その為に投稿映像が流される10秒前からカウントが収録されている。投稿者のレンタルビデオショップの店長も事故で入院し、また、演出補の大谷はこの事件や以前の「廃神社」での一件で、度重なる恐怖体験の為に遂に出社拒否を起こしてしまい、実家に帰ってしまった。吉田さん（仮名）がレンタルビデオの後部に不可解な映像を上書きしたのは、映画『リング』のストーリーに見立てて、他の誰かにそのビデオを見せないとその映像を見た人物に禍いが起こるという事から犯した事である。ちなみにその後、スタッフ全員で投稿映像をダビングして持ち帰ったが、唯一大谷だけが友人に「ダビング」の投稿映像を見せたと発言した。
心霊博士
30巻から登場する投稿者の1人。「心霊博士」という名は投稿する際のペンネームであり、彼から投稿されるビデオテープと手紙には住所が記載されていなかった。その後37巻にて全く別の投稿映像を経由してその素性が判明するに至る。（※：本作品では「浅野氏（仮名）」と表記される場合があるが、人物の匿名性と名称の知名度を優先し、以後も「心霊博士」と表記する。）オカルト、UFOなどの超常現象に対して非常に高い関心のある人物であり、これらの趣味の域を超えた研究が災いしてか大学院での教職を追われ、予備校の講師をしていた。予備校講師を勤めてからもこれらのオカルトに関する趣味を時折生徒達に披露していた為、生徒達からは「心霊博士」と呼ばれ始め、これが彼のペンネームに由来する。ただし、生徒からは面倒見が良く教え方も上手いといった評価であり本来は人望を備えた知識人であったようである。後に予備校生徒とのトラブルを起こしてしまい、この事件が元で職を失ってしまった。その後の落胆からか性格が豹変してしまい、『ほんとにあった！呪いのビデオ』製作委員会に住所も氏名も書かず「心霊博士」と名乗って投稿した。投稿されたビデオテープと一緒に同封されていた手紙には、近年の『ほんとにあった！呪いのビデオ』の質が低下していると言及。その後も投稿映像送り続けたが採用を見送られ、採用をされない事が続くにつれて投稿映像に同封される手紙の文面は日を追う毎にエスカレートしていき、遂には「採用しろ!取材しろ!そうしなければ演出の児玉と演出補の岩澤を呪い殺す呪い殺す呪い殺す呪い殺す…」と延々と便箋4枚に渡って呪殺を書き綴られた脅迫文と投稿映像を送りつけた。時同じくして、スタッフルーム玄関口には首を切られて殺され黒い塗料で塗られた4羽の鳥の死骸を入れたダンボール箱が置かれる等の事件もあり、緊急的な対策を必要としたスタッフ一同は元演出補の岩澤宏樹を招集して今後の対策を協議した。演出補の長田は心霊博士の手紙に記載された携帯電話の番号に電話をするも会話にならなかった。電話に出た人物は心霊博士の兄であり、後に後述の「心霊博士の娘」によって、この電話の前日には既に心霊博士が亡くなっていた事が伝えられる。これを知る由もないスタッフ一同は偶然他の投稿映像を経由して調査した予備校で、心霊博士の手紙に書かれていた電話番号がこの予備校に勤務していた講師のものであると判明。ここで住所が判明した為に心霊博士宅へ向かうが、近隣住民の口によって心霊博士はすでに他界し、その家族はすでに別の場所に引っ越したということを知った。なお、37巻から39巻までに収録されるシリーズ「狂死のビデオテープ」とは、心霊博士が所有していた心霊映像コレクションの1つであると考えられ、それを見た為に本人が発狂したとスタッフ達は一連の事件の中で推測を立てた。後に彼の妻から1本だけ焼失を免れたビデオテープを発見したと連絡があり、そのビデオテープの内容が39巻の終盤に公開された。
久杉氏の姉（仮名）
37巻 - 39巻に収録されている「狂死のビデオテープ」に登場する女性。都内に住むアパート大家であり、脚が悪い為に杖をついている。弟と共謀して心霊博士が所持しているといわれる「人を呪い殺すビデオ」を手に入れようと、スタッフルームへ電話をかけて「心霊博士の娘、浅野恭子（仮名）」と偽名を使って落合中央公園へスタッフ達を呼び出した。当初はそこでインタビューをする予定であったが、尾行をされているかもしれないという理由でスタッフ3人を別々の待ち合わせ場所に向かわせるよう指示し、伊月が向かった先の公園で彼女と対面することになった。自身がテープを譲るように迫った時に仕入れた浅野さん（仮名）の家庭内情報を利用して、浅野家に対して行ったことを小田さん（仮名）という第三者が脅迫されているかのように装った。これは、彼女が「心霊博士の娘」に成りすまして演出補の伊月を信用させ「心霊博士」名義で投稿してきたビデオテープを返してくれれば小田さん（仮名）からの脅迫が収まると論じて謀り事であった。しかし、原則として返却ができない為 （※：詳細は「ほんとにあった! 呪いのビデオ#作品の流れ」を参照） 、この要望は却下され失敗する。その後のスタッフルーム玄関に書き殴られた文字や、後に長田の留守番電話に「あなたたちが…テープ渡してくれないからですよ」と切迫したような謎のメッセージを残した後に連絡が取れなくなったように見せかけた所謂「狂言誘拐」を装う。この作戦は見事に功を奏し、スタッフ達は自身の良心と事件性を考慮して人命を優先した結果「心霊博士」が投稿してきたビデオテープを指示された場所に持っていく事を決断。最終的にはスタッフ達からビデオテープを奪う事に成功した。後に所在が判明した浅野さん（仮名）の妻と連絡をとり「浅野恭子」という娘は家族には居ないと判明。彼女の姿を映し出した映像を見せ、この人物こそがビデオテープを譲るように脅迫していた張本人であることが判明し、彼女の氏名も「久杉氏（仮名）」であることが分かった。
久杉氏の弟（仮名）
37巻 - 39巻に収録されている「狂死のビデオテープ」に登場する男性。当初は「心霊博士の娘」から「小田さん（仮名）」と名付けられたが、後に久杉氏の弟（仮名）と判明。37巻でスタッフルームの監視カメラの映像で、演出補の板倉に対して心霊博士が投稿したビデオテープを譲渡するように迫った謎の人物として登場し、38巻で心霊博士の娘とのインタビューでその所在地が分かった為、インタビューを試みた。奇妙な行動が見られる人物であり、常に手には上部を切り抜いた空き缶を所持し、これに自身の唾(もしくは痰)を定期的に吐き捨てる。インタビューの際にも「頭が回らない」、「足らない」、「釣り合いがとれない」等の支離滅裂な言葉を連呼し、伊月が児玉に対して内輪で話した「ダメじゃないですか?」という言葉が彼の逆鱗に触れ、突然激昂し、伊月に対して土下座を強要。その後、伊月に唾を吐きかけて去っていった。その後、心霊博士の娘が謎のメッセージを残し連絡が取れなくなった事と、スタッフルームのドアに赤いマジックで「テープ 全ブと 交カン 〇〇公園（テープ全部と交換 〇〇公園）」と書き殴られた跡が発見されるといった事態が起きた為、スタッフ一同にはこれが人命に関わる緊急性を判断するに至り、ビデオテープを持ち出した。待ち合わせした公園では顔を真っ赤に塗り軍服姿に日本刀を所持した彼が突如現れ、狂人じみた様な大声を上げながら伊月と児玉に襲い掛かってビデオテープを奪い去った。それ以降、「心霊博士の娘」の安否を気遣う為に周辺調査する過程で、この男性が心霊博士の娘と偽っていた久杉氏の弟と判明する。後に浅野さん（仮名）の妻から焼失を逃れたビデオテープが見つかった為にそれがスタッフルームに届けられると、いつの間にか再びスタッフルームのドアに赤いマジックで「いずれみんな呪い殺す」と書き殴られているのが発見された。